# 川端秀宣
川端秀宣（かわばた ひでのり、1960年8月8日 - ）は、日本の少年野球指導者。兵庫県を拠点とするヤングリーグ・姫路アイアンズの監督を務め、プロ野球選手や全国大会出場者を多数育ててきた。元社会人野球選手であり、大阪ガス硬式野球部で都市対抗野球大会に5度出場した経歴を持つ。口癖は「練習は嘘をつかない」で、地域野球の育成に尽力し続けている。

## 経歴

### 選手時代
兵庫県立飾磨工業高等学校時代は投手・三塁手としてプレー。高校卒業後に大阪ガスへ入社し、社会人野球で活躍。1988年には主将を務め、都市対抗野球大会に通算5度出場。野茂英雄（新日鐵堺）から本塁打を記録した逸話が知られる。

### 指導者時代
1990年代後半から姫路市を拠点に活動する少年野球クラブ「姫路アイアンズ（旧・姫路西リトル）」の監督に就任。2007年にはAAアジアチャレンジマッチ日本代表のコーチを務め、山中響佑らを指導。
2017年、ヤングリーグ中学部選手権で優秀監督賞を受賞。2023年の第25回アルインコカップでは準優勝、再び優秀監督賞を受賞した。

### HEROESプロジェクトとの関係
兵庫県丹波市で実施されている若者育成事業「HEROESプロジェクト」では、川端の育成理念や野球を通じた人間形成指導が創設関係者に影響を与えたとされる。令和元年8月8日に開催された「ポン吉会一周」記念イベントでは、チームの団結力と「勝利への執念」が掲げられた記念パネルが制作された。

### 指導した主な選手
- プロ野球選手
  - 小深田大地（履正社高等学校→横浜DeNAベイスターズ、2020年ドラフト4位）
  - 嘉手苅将太（日本航空高等学校石川→東京ヤクルトスワローズ、2020年ドラフト4位）

- 甲子園出場選手
  - 伊藤諒介（神港学園高等学校：2010年春甲子園、高校通算94本塁打）
  - 冨木崚雅（天理高等学校：2015年春・夏甲子園）
  - 溝田悠人（履正社高等学校：2014年春準優勝）

- 国際大会代表
  - 嘉手苅将太（2016年U-15侍ジャパン）
  - 小谷優宇（2015年、NOMOベースボールクラブ・ジュニアオールジャパン）
  - 山中響佑（2007年、AAアジアチャレンジマッチ）

## 指導哲学
「練習は嘘をつかない」を信条とし、技術だけでなく精神面や家庭環境も理解したきめ細やかな指導で知られる。卒団生からは「本当の優しさは卒団後にわかる」と慕われており、「野球界に貢献しろ」「健康に気をつけてぼちぼちやれ」などの言葉が印象深い。

## 家族
息子の川端裕也も野球選手で、神港学園高→立命館大→セガサミーを経て、父と同じく都市対抗野球大会に5度出場している。